# Рижієва олія
Рижієва олія — рослинна олія золотистого, янтарного забарвлення, що виготовляється з насіння Camelina sativa. Використовують переважно для заправки салатів, а також до холодних закусок. Містить більше омега-3 ніж у риб'ячому жирі чи морепродуктах.

## Історія
Насіння рижію знаходять під час розкопок Трипільської культури.

## Склад
Містить багато омега-3 кислот — 35–36%, омега-6 — 17–18% та омега — 9–17%. Згідно даних А. М. Лихочвора, вміст омега-3 може досягати 53%.
Під час одного з досліджень піддослідні протягом 6 тижнів споживали 30 г (приблизно 33 мл) рослинних олій. Питома вага альфа-ліноленової кислоти (омега-3) в жирних кислотах ліпідів сироватки крові була значно вищою (Р <0,001) порівняно з двома іншими оліями на кінець дослідження: у 2,5 рази вище порівняно з ріпаковою олію та в 4 рази вище порівняно з оливковою олією.

## Використання
Великий вміст омега-3 кислот та гарний смак робить цю олію привабливою для людей, що опікуються своїм здоров'ям та вегетаріанців, що не можуть споживати омегу-3 з риби.
Смак і аромат олії одночасно нагадують цибулю, редьку та гірчицю, здається трохи пряним та гострим. Використовується для заправки для зелених салатів, зварених овочів. Їм можна заправляти каші та робити багатокомпонентні соуси з додаванням олії.